# Blakeslee (Ohio)

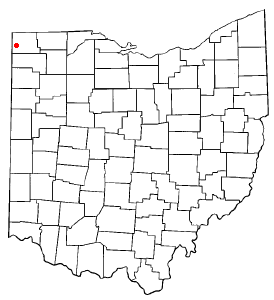
Blakeslee na planie stanu Ohio

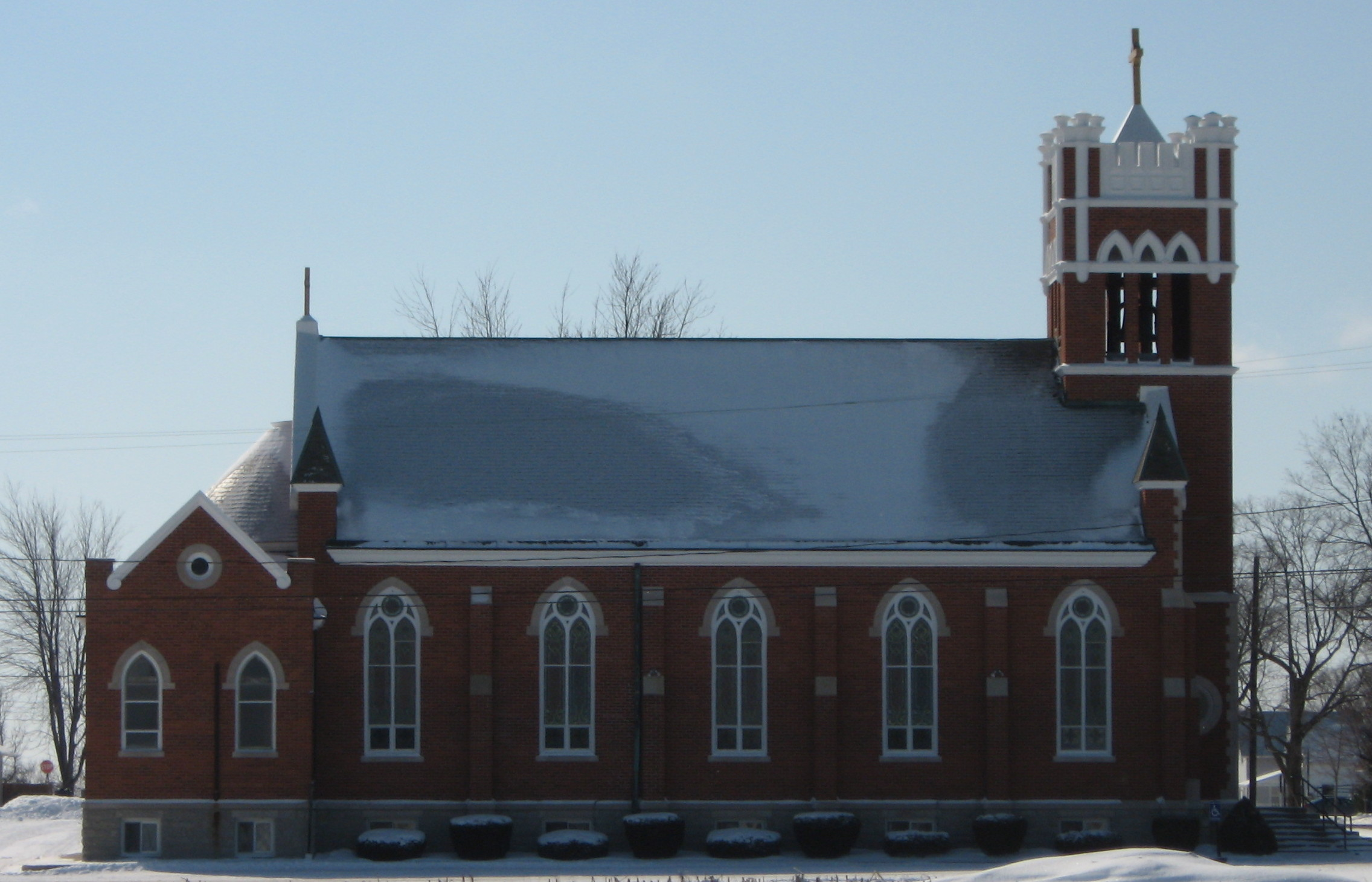
Kościół w Blakeslee

Blakeslee – wieś w USA, w stanie Ohio, w hrabstwie Williams. Miejscowość została nazwana od nazwiska prawnika Schuylera E. Blakeslee.
W roku 2010, 22,9% mieszkańców było w wieku poniżej 18 lat, 7,3% było w wieku od 18 do 24 lat,  28,1% miało od 25 do 44 lat, 18,8% miało od 45 do 64 lat, a 22,9% było w wieku 65 lat lub starszych. We wsi było 49,0% mężczyzn i 51,0% kobiet.
Liczba mieszkańców w 2010 roku wynosiła 96.